# Thomas Lagler
Thomas Lagler (* 5. November 1968) ist ein ehemaliger Schweizer Freestyle-Skier. Er startete in den Buckelpisten-Disziplinen Moguls und Dual Moguls.

## Werdegang
Lagler startete im Dezember 1989 in La Plagne erstmals im Weltcup, wobei er den 13. Platz im Moguls errang, und erreichte tags darauf in Tignes mit dem neunten Platz im Moguls seine erste Top-Zehn-Platzierung im Weltcup. In den folgenden Jahren belegte er bei den Weltmeisterschaften 1991 in Lake Placid den 16. Platz, bei den Olympischen Winterspielen 1992 in Albertville den 17. Rang und bei den Weltmeisterschaften 1993 in Altenmarkt-Zauchensee den 35. Platz im Moguls. Zudem sprang er in der Saison 1992/93 mit drei Top-Zehn-Platzierungen auf den 17. Platz im Moguls-Weltcup und errang damit sein bestes Gesamtergebnis. Bei den Weltmeisterschaften 1995 in La Clusaz belegte er den 38. Platz im Moguls und erreichte im März 1996 im Hundfjället mit dem fünften Platz im Dual Moguls seine beste Platzierung im Weltcup. Dort startete er im Februar 1998 letztmals im Weltcup und kam auf den 43. Platz im Moguls sowie auf den 33. Rang im Dual Moguls.

## Erfolge

### Olympische Spiele
- 1992 Albertville: 17. Platz Moguls

### Weltmeisterschaften
- 1991 Lake Placid: 16. Platz Moguls
- 1993 Altenmarkt: 35. Platz Moguls
- 1995 La Clusaz: 38. Platz Moguls

### Weltcup-Gesamtplatzierungen
Lagler nahm an 69 Weltcups teil und erreichte acht Top-Zehn-Platzierungen.
| Saison  | Gesamt | Gesamt | Moguls | Moguls | Dual Moguls | Dual Moguls |
| Saison  | Punkte | Platz  | Punkte | Platz  | Punkte      | Platz       |
| ------- | ------ | ------ | ------ | ------ | ----------- | ----------- |
| 1989/90 | 6      | 70.    | 35     | 27.    | –           | –           |
| 1990/91 | 8      | 60.    | 63     | 23.    | –           | –           |
| 1991/92 | 8      | 61.    | 67     | 22.    | –           | –           |
| 1992/93 | 46     | 53.    | 416    | 17.    | –           | –           |
| 1993/94 | 16     | 86.    | 124    | 36.    | –           | –           |
| 1994/95 | 9      | 94.    | 64     | 36.    | –           | –           |
| 1995/96 | 8      | 99.    | 60     | 43.    | 72          | 21.         |
| 1997/98 | 6      | 102.   | 32     | 43.    | 4           | 42.         |